# Electric Sheep

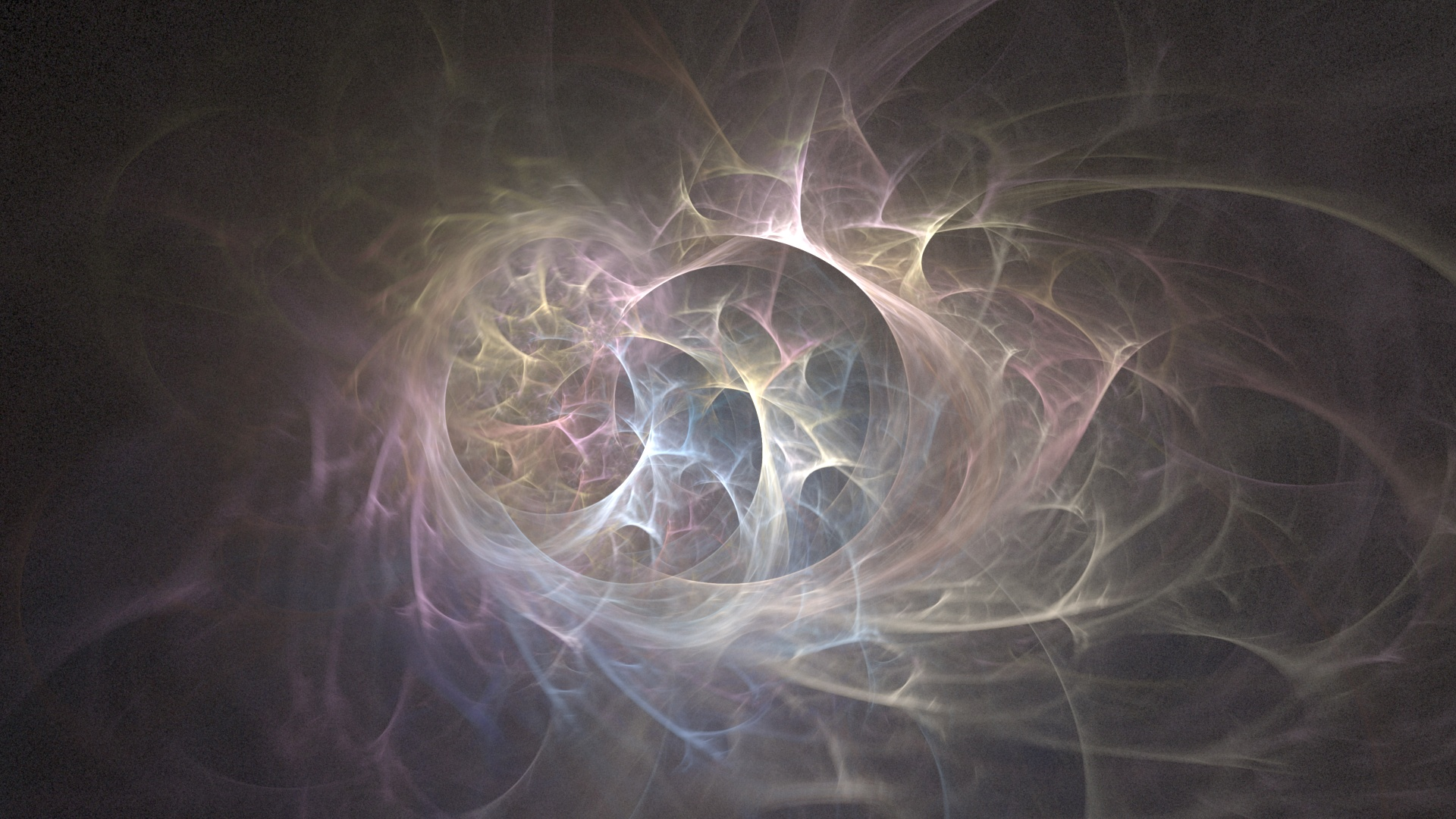
別のサンプル画像

Electric Sheepは、フラクタルフレームの描画と進化のための分散コンピューティングプロジェクトであり、そのソフトウェアを指す。フラクタルの動画を生成するパラメータをsheepと呼ぶ。sheepはElectric Sheepのメーリングリストのメンバーが作成し、またメンバーが既存のsheepのパラメータを使って描画する。sheepをサーバ上で自動的に複数結合させることもできるし、サーバ管理者（shepherdと呼ばれる）が手動で結合させることもできる。ユーザーは気に入ったsheepに投票でき、投票結果が遺伝的アルゴリズムに取り込まれ、新たなsheepを生成する。全てのsheepパラメータとその動画はクリエイティブ・コモンズのライセンスで配布され、スクリーンセーバーが自動的にダウンロードして描画する。各動画が1つのフラクタルフレームであり、そのパラメータは時と共に変化する。
"Electric Sheep" という名称はフィリップ・K・ディックの小説『アンドロイドは電気羊の夢を見るか?(Do Androids Dream of Electric Sheep?)』に由来している。この題名がプロジェクトの性質を表している。すなわち、コンピュータ（アンドロイド）が暇になるとスクリーンセーバーを起動し（眠り）、フラクタル動画（sheep = 羊）を描画する（夢を見る）のである。
スクリーンセーバーは1999年にScott Dravesが自由ソフトウェアとしてリリースし、彼を中心とした数人の技術者が開発を続けている。